# Вандальский язык
Ванда́льский язы́к — язык вандалов, существовавший приблизительно с III по VI века н. э. Относится к восточногерманской подгруппе германских языков индоевропейской семьи. Вандальский язык, предположительно, является весьма близким готскому. Сведения о вандальском языке весьма скудны и ограничиваются небольшим числом личных имён вандальского происхождения в испанском языке.

## История
Вандалы, ещё в I веке н. э. делившиеся на две группы асдингов и силингов, после миграции из Центральной Европы в эпоху Переселения народов, в начале V века н. э. установили своё владычество в Испании и Португалии, откуда позднее были вытеснены вестготами в Северную Африку в 429 году.

## Памятники письменности
Эпиграмма североафриканского происхождения De conviviis barbaris из сборника Anthologia Latina содержит фрагмент на германском языке, который некоторыми исследователями относится к вандальскому (несмотря на именование «готским» в самом тексте произведения):
| Оригинальный (лат.) | Перевод M. Л. Гаспарова |
| Inter «eils» Goticum «scapia matzia ia drincan!» Non audet quisquam dignos educere versus. Calliope madido trepidat se iungere Baccho. Ne pedibus non stet ebria Musa suis. | Здесь, меж готскими «привет!» и «ну-ка закусим и выпьем!» Больше не смеет никто слагать хорошие строки. С Вакхом, пьяным насквозь, боится сойтись Каллиопа, Чтобы не сбилась в стихе пьяная муза с ноги́. |

Также в «Латинской антологии» встречаются вандальские слова ‘Baudus’ «правитель» и ‘Vandalirice’ «король вандалов».
Полноценных текстов на вандальском языке не сохранилось.